# 3ª Armata (Esercito Italiano)
La 3ª Armata è stata una grande unità complessa del Regio Esercito con cui prese parte alla prima e alla seconda guerra mondiale e nel secondo dopoguerra per un ventennio dell'Esercito Italiano.

## Storia
Le origini della grande unità risalgono al comando designato 3ª Armata costituito a Firenze nell'agosto 1914.

### Prima guerra mondiale
Il 24 maggio 1915, all'entrata in guerra dell'Italia nel primo conflitto mondiale, la 3ª Armata venne destinata nelle zone di operazioni del Carso e di Trieste.
L'Armata, il cui comando venne affidato al generale Emanuele Filiberto di Savoia-Aosta si rese grande protagonista, durante le dodici battaglie dell'Isonzo, dal giugno 1915 alla fine dell'estate del 1917, guadagnandosi l'appellativo di armata invitta non essendo mai stata sconfitta in battaglia.
Dopo la disfatta di Caporetto, pur non essendo mai stata sconfitta, la 3ª Armata dovette ritirarsi insieme alle altre Grandi Unità sulla linea del Piave e successivamente, nel corso del 1918 la 3ª Armata prese parte alla battaglia del solstizio e alla decisiva battaglia di Vittorio Veneto.
Dopo la vittoria italiana nel primo conflitto mondiale il comando designato 3ª Armata venne sciolto a Trieste nel luglio 1919.

### Seconda guerra mondiale
La 3ª Armata venne ricostituita il 6 giugno 1940 con sede a Trieste al comando del generale Carlo Geloso, ma nel corso della seconda guerra mondiale non prese mai parte a vere e proprie operazioni militari e venne sciolta il 20 dicembre 1940.

## Esercito Italiano
Nel dopoguerra il comando operativo designato della 3ª Armata, venne ricostituito dall'Esercito Italiano nel 1952 a Padova come nucleo comando di mobilitazione e venne sciolto nel 1972. Il comando operativo designato della 3ª Armata ha avuto sede a Palazzo Camerini, conosciuto come Palazzo di Pietro Bembo, e dal 1956 è stato adibito anche a museo con l'intento di rendere omaggio ai caduti in guerra e rendere disponibili per ricerche storiografiche le testimonianze storiche della prima guerra mondiale, con una ricca documentazione, anche fotografica, nel settore del Carso e del basso Piave dove fu impegnata la 3ª Armata.
Come membro fondatore della NATO, l'Italia era obbligata ad assegnare un contingente delle sue forze militari al comando militare integrato della NATO in caso di guerra. Mentre le unità operative dell'Aeronautica Militare Italiana sarebbero rientrate nella 5ª Forza aerea tattica alleata della NATO di Vicenza l'Esercito Italiano sarebbe rientrato nelle forze terrestri alleate del Sud Europa (LANDSOUTH) di Verona. Tuttavia, poiché, dopo la seconda guerra mondiale, le tensioni tra l'Italia e la Jugoslavia relative al Territorio Libero di Trieste (TLT) erano alte, e non facendo la Jugoslavia parte del Patto di Varsavia, un conflitto tra i due Paesi non avrebbe probabilmente coinvolto la NATO. Pertanto, il 1º maggio 1952, l'Esercito Italiano riattivò la 3ª Armata a Padova per poter agire al di fuori della catena di comando della NATO in caso di scoppio di un conflitto tra Italia e Jugoslavia. La 3ª Armata ha duplicato le funzioni di LANDSOUTH con uno staff interamente italiano. Per non violare il comando militare integrato della NATO, l'Italia descrisse la 3ª Armata in tutti i documenti ufficiali come "il comando designato Terza armata" e non assegnò ad essa alcuna unità di combattimento durante il tempo di pace.
In caso di guerra, la 3ª Armata avrebbe potuto disporre del V Corpo d'armata di Vittorio Veneto e del comando truppe Carnia-Cadore del IV Corpo d'armata alpino; quest'ultimo comando era stato appositamente creato per poter dividere l'area di intervento del IV Corpo d'armata alpino in caso di guerra con la Jugoslavia. I rinforzi per la 3ª Armata sarebbero arrivati dal III Corpo d'armata di Milano e dal VI Corpo d'armata di Bologna.

### Ordine di battaglia
All'atto della sua costituzione aveva alle sue dipendenze in caso di mobilitazione le seguenti grandi unità:
- III Corpo d'armata con sede a Milano
  - Divisione fanteria motorizzata "Legnano" (Bergamo)
  - Divisione fanteria "Cremona" (Torino)
  - Brigata alpina "Taurinense" (Torino)
  - Truppe di Corpo d'armata
- IV Corpo d'armata (Bolzano)
  - Divisione corazzata "Centauro" (Verona)
  - Brigata alpina "Orobica" (Merano BZ)
  - Brigata alpina "Tridentina" (Bressanone BZ)
  - Truppe di Corpo d'armata
- Comando Truppe Carnia-Cadore (Belluno)
  - Brigata alpina "Cadore" (Belluno)
  - Brigata alpina "Julia" (Cividale del Friuli)
  - Truppe del Comando
- V Corpo d'armata (Udine)
  - Divisione corazzata "Ariete" (Pordenone)
  - Divisione fanteria motorizzata "Folgore" (Treviso)
  - Divisione fanteria "Mantova" (Gorizia)
  - Settore Forze Lagunari (Venezia)
  - Truppe di Corpo d'armata
- VI Corpo d'armata (Bologna)
  - Divisione fanteria "Trieste" (Bologna)
  - Divisione fanteria "Friuli" (Firenze)

Nel 1962 venne costituito il Comando artiglieria controaerei e posto alle dipendenze della 3ª Armata e a metà degli anni sessanta aveva alle sue dipendenze in caso di mobilitazione le seguenti grandi unità:
- III Corpo d'armata con sede a Milano
  - Divisione corazzata "Centauro" (Novara)
  - Divisione fanteria motorizzata "Legnano" (Bergamo)
  - Divisione fanteria "Cremona" (Torino)
  - Brigata alpina "Taurinense" (Torino)
  - Truppe di Corpo d'armata
- IV Corpo d'armata (Bolzano)
  - Brigata alpina "Orobica" (Merano)
  - Brigata alpina "Tridentina" (Bressanone)
  - Comando Truppe Carnia-Cadore (Belluno)
    - Brigata alpina "Cadore" (Belluno)
    - Brigata alpina "Julia" (Cividale del Friuli)
    - Truppe del Comando

  - Truppe di Corpo d'armata
- V Corpo d'armata (Udine)
  - Divisione corazzata "Ariete" (Pordenone)
  - Divisione fanteria motorizzata "Folgore" (Treviso)
  - Divisione fanteria "Mantova" (Gorizia)
  - Comando "Truppe Trieste" (Trieste)
  - Brigata cavalleria "Pozzuolo del Friuli" (Gorizia)
  - III Brigata Missili
  - Truppe di Corpo d'armata
- VI Corpo d'armata (Bologna)
  - Brigata fanteria "Trieste" (Bologna)
  - Brigata fanteria "Friuli" (Firenze)
  - I Brigata paracadutisti (Pisa)
  - Truppe di Corpo d'armata
- Comando artiglieria controaerei (Bologna)

### Scioglimento
Con l'allentamento delle tensioni tra Italia e Jugoslavia, culminato con la divisione del Territorio Libero di Trieste (TLT), successivamente ratificata con il trattato di Osimo del 1975, la 3ª Armata venne sciolta insieme al VI Corpo d'armata, il 1º aprile 1972. Con la riforma dell'Esercito Italiano del 1975 vennero eliminate le ultime tracce dell'esistenza della 3ª Armata: il comando truppe Carnia-Cadore venne sciolto e le unità di supporto che sostenevano il comando designato dalla 3ª Armata furono riassegnate o sciolte. Inoltre, l'Esercito Italiano ridusse significativamente le sue forze nel Friuli-Venezia Giulia regione lungo il confine jugoslavo-italiano: furono sciolti diciassette comandi del reggimento e ventotto battaglioni e altri sei comandi reggimentali furono trasformati in comandi di brigata. In totale circa un terzo del personale precedente la riforma è stato ritirato dalla regione Friuli-Venezia Giulia come gesto di distensione nei confronti della Jugoslavia.
Con lo scioglimento del comando designato della 3ª Armata nella sede di Palazzo Camerini subentrò il comando artiglieria controaerei dell'Esercito, che ha il compito di gestire il Museo storico della 3ª Armata, anche dopo che il comando artiglieria controaerei è stata ridislocato nel 2009 a Sabaudia in provincia di Latina.